# Loxaspilates torcida
Loxaspilates torcida là một loài bướm đêm trong họ Geometridae.